# Cacospongia mycofijiensis
Cacospongia mycofijiensis är en svampdjursart som först beskrevs av Kakou,Crews och Bakus 1987.  Cacospongia mycofijiensis ingår i släktet Cacospongia och familjen Thorectidae. Inga underarter finns listade i Catalogue of Life.